# Djupvikodden
Djupvikodden ist eine Landspitze an der Prinz-Harald-Küste des ostantarktischen Königin-Maud-Lands. Sie markiert die östliche Begrenzung der Bucht Djupvika am südwestlichen Ufer der Lützow-Holm-Bucht.
Norwegische Kartografen, die auch die Benennung in Anlehnung an diejenige der Bucht Djupvika vornahmen, kartierten sie anhand von Luftaufnahmen, die bei der Lars-Christensen-Expedition 1936/37 entstanden.